# Edouard Van Eyndonck
Eduardus (Edouard) Florentinus Van Eyndonck, né le 10 juillet 1888 à Berchem (Anvers) et décédé le 3 février 1953 à Anvers fut un homme politique belge socialiste.
Van Eyndonck fut ébéniste jusque 1913; secrétaire de la Centrale générale d'Anvers (1919) et de la Fédération anversoise du parti ouvrier belge (1920); puis secrétaire du BSP d'Anvers jusque 1952.
Il fut élu conseiller communal (1921-29; 1932-53) de Berchem (Anvers); conseiller provincial de la province d'Anvers (1921-33), membre de la députation permanente (1929-33), sénateur  (1933-53)  de l'arrondissement d'Anvers en suppléance de Piet Somers.
Il fut décoré de la médaille de commémoration de la guerre 1914-18, de la distinction d'honneur militaire 2e classe, de la médaille de la victoire 1914-18, de la Médaille de Guerre britannique, du Distinguished Conduct Medal et de la Croix de Guerre 1914-18.

## Généalogie
- Il fut fils de Franciscus (1849-) et Josepha De Brouwer (1852-).
- Il épousa en 1911 Maria-Sylvia Pultyn.

## Sources
- Bio sur ODIS